# Adiantum giganteum
Adiantum giganteum är en kantbräkenväxtart som beskrevs av Jefferson Prado. Adiantum giganteum ingår i släktet Adiantum och familjen Pteridaceae. Inga underarter finns listade.